# Julian Cope

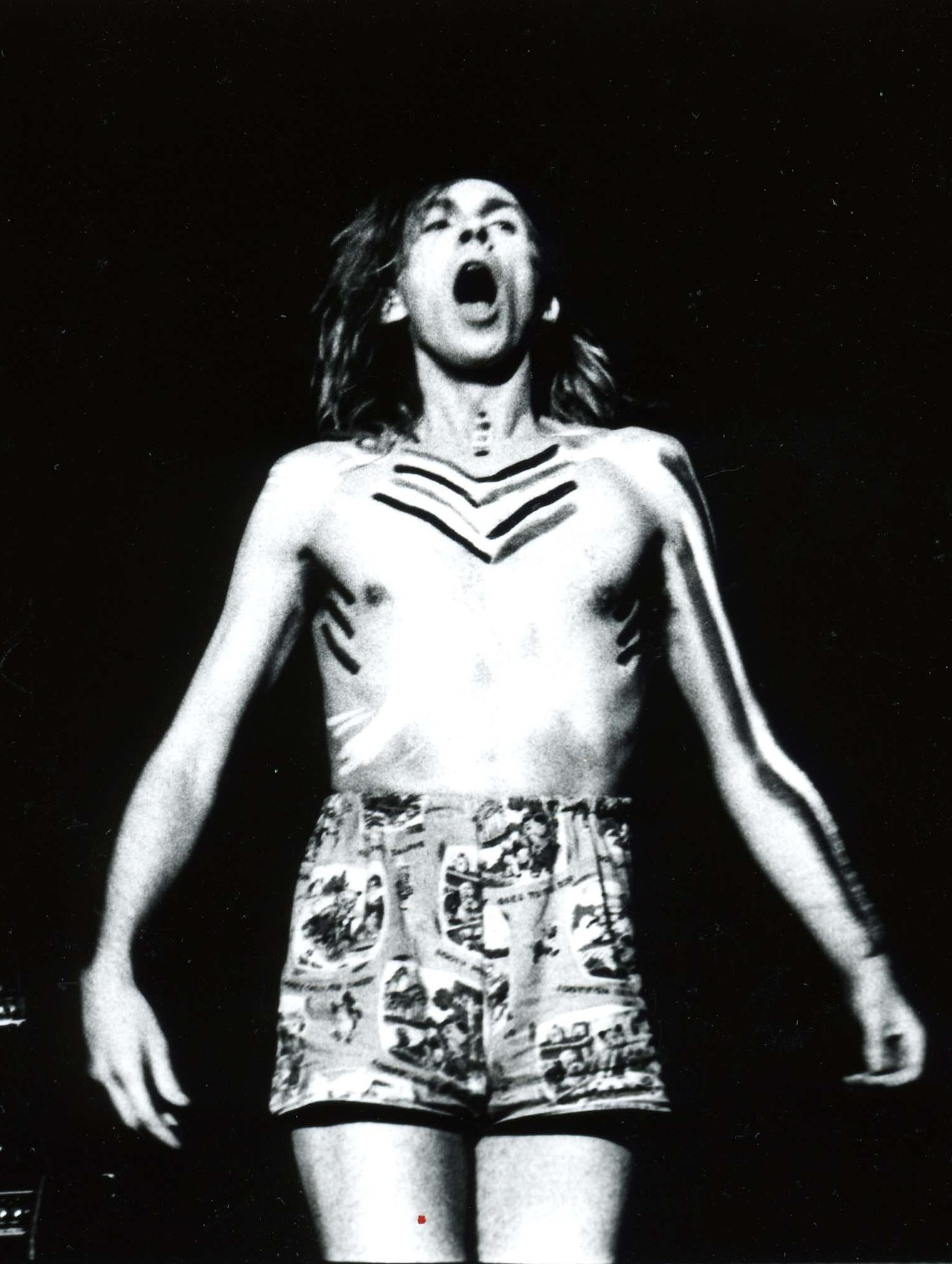
Julian Cope

Julian David Cope (* 21. Oktober 1957 in Bargoed, Wales) ist ein walisischer Musiker (Bass, Gitarre, Gesang), Songschreiber und Autor.

## Anfang in verschiedenen Bands
Julian Cope begann seine musikalische Karriere im Mai 1977, als er in Liverpool mit seinen Freunden Ian McCulloch (Gesang), Pete Wylie (Gitarre) und Stephen Spence (Schlagzeug) die Band Crucial Three gründete. Sie hielt jedoch nur wenige Wochen. Danach zog sich Spence wieder aus der Musikszene zurück, während McCulloch später Echo & the Bunnymen gründete. Julian Cope formierte darauf mit Wylie die Mystery Girls, zu denen auch der Sänger Pete Burns und der Schlagzeuger Phil Hurst gehörten. Nach einigen Monaten und einem Auftritt im Vorprogramm von Sham 69 fiel auch diese Gruppe wieder auseinander. Burns und Hurst gründeten die Nightmares In Wax, aus denen später die Gruppe Dead or Alive wurde. Die nächste gemeinsame Station von Julian Cope und Pete Wylie war im Dezember 1977 die Band Nova Mob, die bis zum Mai 1978 zusammenhielt. Danach trennten sich auch die Wege von Cope und Wylie.

## The Teardrop Explodes
Im Juli 1978 gründete Julian Cope mit dem Gitarristen Mick Finkler und dem Keyboarder Paul Simpson die Band A Swallow Madness. Nachdem im November 1978 der Schlagzeuger Gary Dwyer die Gruppe komplettiert hatte, taufte sich die Band in The Teardrop Explodes um. Mit ihrer einzigartigen Mischung aus psychedelischem Rock und elektronischem Pop stieg sie zu einer der einflussreichsten Gruppen der späten 1970er und frühen 1980er Jahre auf. Allerdings führte Copes diktatorischer Führungsstil immer wieder zu Umbesetzungen. Im März 1983 löste sich die Band schließlich auf.

## Solo-Karriere
1983 erschien mit der LP World Shut Your Mouth Julian Copes Solo-Debüt. Die Songs erinnerten dabei noch stark an die Teardrop Explodes, was nicht weiter verwunderlich war, da Cope das Material ursprünglich noch für seine alte Band komponiert hatte. Live sorgte er für Aufsehen, als er sich während seines ersten Solo-Konzerts mit einem abgebrochenen Mikrofonständer den Bauch aufschlitzte. 1984 erschien die zweite LP Fried. Es war ein Album voller verwirrender und aufwühlender Songs, die stark von den Solo-Arbeiten des Pink-Floyd-Gründers Syd Barrett inspiriert waren. Danach wechselte Cope die Plattenfirma und unterschrieb einen Plattenvertrag beim berühmten Label Island.
Im Frühjahr 1987 gelangen Julian Cope mit der lautstark gitarrenbetonten und doch poppigen LP Saint Julian (GB # 7) und der Single-Auskopplung Trampolene, produziert von Warne Livesey seine größten Hits. Das im Herbst 1988 veröffentlichte Album My Nation Underground konnte diesen Erfolg nicht wiederholen und erntete gemischte Reaktionen. Die nachfolgenden LPs Skellington (1990) und Droolian (1990) bestanden weitgehend aus Material, das Cope bereits in den frühen 1980ern eingespielt hatte.
In den 1990er Jahren gab sich Julian Cope experimentierfreudiger. Mit dem Doppelalbum Peggy Suicide brachte er 1991 eine wilde Mischung aus Soul, Folk, Punk und Psychedelic Rock heraus. Die Single-Auskopplung Beautiful Love brachte ihn noch einmal in die Top 50 der britischen Hitparade. Dadurch angespornt stellte Cope das Material auf einer Tournee live vor. Ein Jahr später folgte das Doppelalbum Jehovakill, auf dem Julian Cope seine Vorliebe für den deutschen Krautrock der frühen 1970er Jahre auslebte. 1995 veröffentlichte Julian Cope das Buch Krautrock Sampler, in dem er sich intensiv mit der Entwicklung und Bedeutung dieser Musikrichtung auseinandersetzte.
1993 kam es zum Bruch mit seiner Plattenfirma und Julian Cope musste seine nächsten, beinahe verstörend vielseitigen Arbeiten Autogeddon (1994) und 20 Mothers (1995) bei einem Independent-Label veröffentlichen. Auf der 1996 erschienenen LP Interpreter bot er wieder kompakte Popsongs, die er allerdings in äußerst ausgefallen psychedelische Arrangements kleidete.

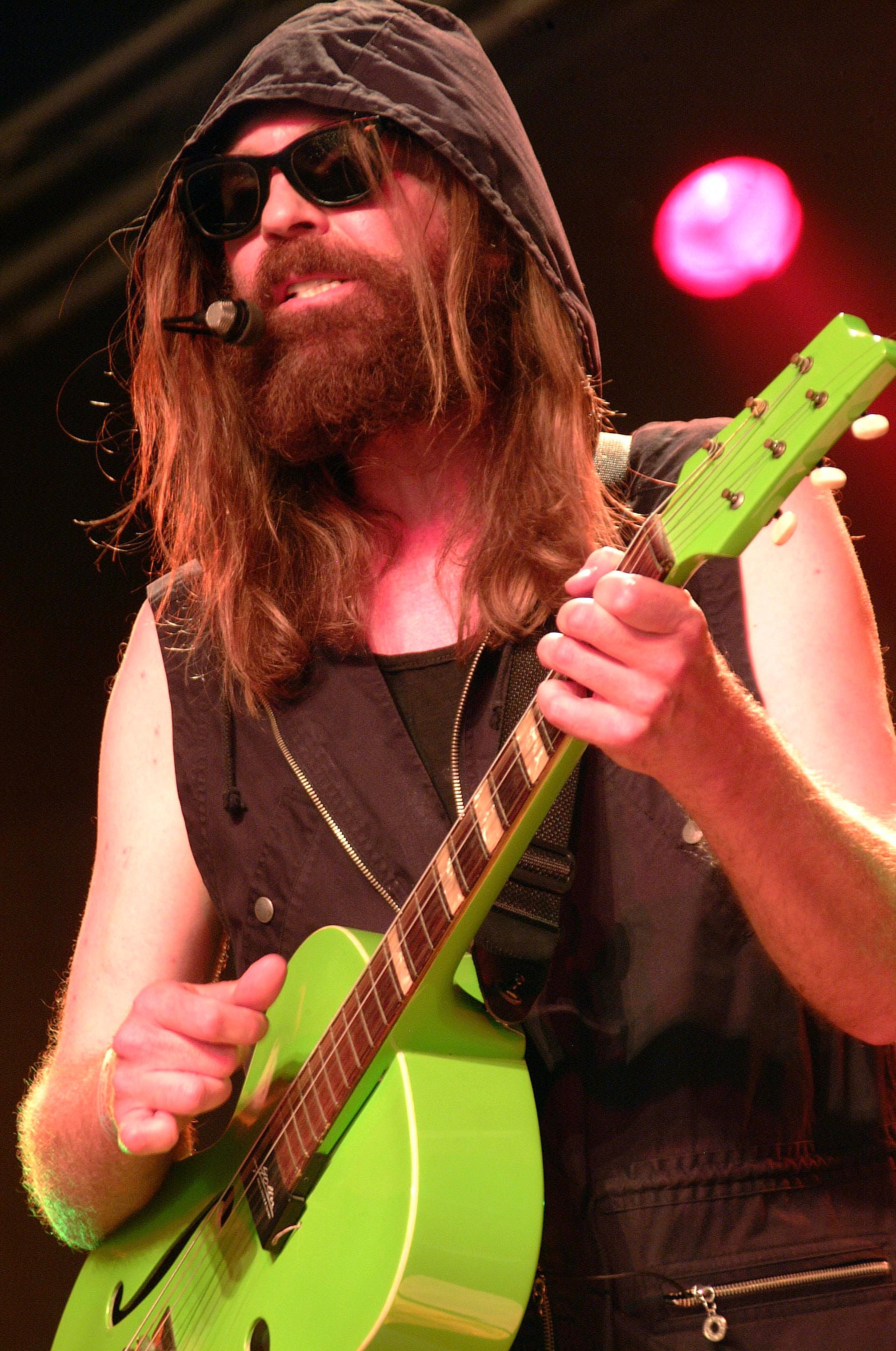
Julian Cope, 2003

2001 rief Julian Cope die kurzlebige Band Brain Donor ins Leben, die auf ihren beiden Alben Love, Peace & Fuck (2001) und Too Freud To Rock ’n’ Roll, Too Jung To Die (2003) sehr harten und punkigen Gitarrenrock spielte. Danach veröffentlichte Julian Cope 2007 als Solist das Album You Gotta Problem With Me. Weitere Solo-Alben wie Black Sheep (2008), Woden (2012), Psychedelic Revolution (2012), Revolutionary Suicide (2013), Drunken Songs (2017) oder zuletzt Self Civil War (2020) folgten danach.

## Sonstiges
Julian Cope ist verheiratet und hat zwei Töchter. Neben der Musik befasst er sich intensiv mit den europäischen Megalithbauwerken der Jungsteinzeit und frühen Bronzezeit.
1998 veröffentlichte er das Buch The Modern Antiquarian – A Pre-Millennial Odyssey Through the Megalithic Britain, das sich mit den steinzeitlichen Baudenkmälern Großbritanniens befasst. 2004 folgte der Band The Megalithic European – The 21st Century Traveller in Prehistoric Europe, ein reich bebilderter Reiseführer zu den bedeutendsten Megalithdenkmälern West- und Mitteleuropas.
Sein 1995 erschienenes Buch Krautrocksampler (Head Heritage) über die westdeutschen Krautrock-Bands der 1970er führte zu einem Revival dieser Musikrichtung. 2007 widmete Julian Cope ein weiteres kultur- und musikhistorisch orientiertes Buch, Japrocksampler: How the Post-war Japanese Blew Their Minds on Rock ’n’ Roll (Bloomsbury), dem "Japrock", der japanischen Entsprechung von Krautrock.

## Diskografie
Für Veröffentlichungen mit The Teardrop Explodes siehe hier.

### Soloalben
| Jahr | Titel                 | Höchstplatzierung, Gesamtwochen, AuszeichnungChartplatzierungen (Jahr, Titel, Platzierungen, Wochen, Auszeichnungen, Anmerkungen) | Höchstplatzierung, Gesamtwochen, AuszeichnungChartplatzierungen (Jahr, Titel, Platzierungen, Wochen, Auszeichnungen, Anmerkungen) | Anmerkungen |
| Jahr | Titel                 | UK | US | Anmerkungen |
| ---- | --------------------- | --- | --- | ----------- |
| 1984 | World Shut Your Mouth | UK40 (4 Wo.)UK | — |             |
| 1984 | Fried                 | UK87 (1 Wo.)UK | — |             |
| 1987 | Saint Julian          | UK11 Silber · (10 Wo.)UK | US105 (12 Wo.)US |             |
| 1988 | My Nation Underground | UK42 (2 Wo.)UK | US155 (13 Wo.)US |             |
| 1991 | Peggy Suicide         | UK23 (7 Wo.)UK | — |             |
| 1992 | Jehovahkill           | UK20 (2 Wo.)UK | — |             |
| 1994 | Autogeddon            | UK16 (3 Wo.)UK | — |             |
| 1995 | 20 Mothers            | UK20 (3 Wo.)UK | — |             |
| 1996 | Interpreter           | UK39 (2 Wo.)UK | — |             |

Weitere Alben
- 1990: Skellington
- 1990: Droolian
- 1993: Rite
- 1993: The Skellington Chronicles
- 1997: Rite 2
- 1999: Odin
- 2000: An Audience With The Cope 2000/2001
- 2001: Discover Odin
- 2002: Rite Now
- 2003: Rome Wasn’t Burned In A Day
- 2005: Citizen Cain’d
- 2005: Dark Orgasm
- 2007: You Gotta Problem With Me
- 2008: Black Sheep
- 2012: Woden
- 2012: Psychedelic Revolution
- 2013: Revolutionary Suicide
- 2017: Drunken Songs
- 2020: Self Civil War
- 2022: England Expectorates
- 2023: Robin Hood

### Livealben
- 2004: Live In Japan ’91
- 2019: Barrowlands – live in Glasgow 1995

### Kompilationen
| Jahr | Titel                       | Höchstplatzierung, Gesamtwochen, AuszeichnungChartplatzierungen (Jahr, Titel, Platzierungen, Wochen, Auszeichnungen, Anmerkungen) | Höchstplatzierung, Gesamtwochen, AuszeichnungChartplatzierungen (Jahr, Titel, Platzierungen, Wochen, Auszeichnungen, Anmerkungen) | Anmerkungen |
| Jahr | Titel                       | UK | US | Anmerkungen |
| ---- | --------------------------- | --- | --- | ----------- |
| 1992 | Floored Genius: The Best of | UK22 (3 Wo.)UK | — |             |

Weitere Kompilationen
- 1993: Floored Genius 2 – Best of the BBC Sessions 1983–91
- 1997: The Followers of Saint Julian
- 1997: Leper Skin – An Introduction To Julian Cope
- 2000: Floored Genius 3 – Julian Cope’s Oddicon of Lost Rarities & Versions 1978–98
- 2002: The Collection
- 2007: Christ vs Warhol
- 2009: Floored Genius 4 – The Best of Foreign Radio, Rare TV Appearances, Festival Songs & Miscellaneous Lost Classics 1983–2009
- 2015: Trip Advizer – The Very Best of Julian Cope 1999–2014

### Mit Brain Donor
- 2001: Love, Peace & Fuck
- 2003: Too Freud To Rock ’n’ Roll, Too Jung To Die
- 2006: Drain’d Boner
- 2009: Wasted Fuzz Excessive

### Solosingles
| Jahr | Titel Album                                                | Höchstplatzierung, Gesamtwochen, AuszeichnungChartplatzierungen (Jahr, Titel, Album, Platzierungen, Wochen, Auszeichnungen, Anmerkungen) | Höchstplatzierung, Gesamtwochen, AuszeichnungChartplatzierungen (Jahr, Titel, Album, Platzierungen, Wochen, Auszeichnungen, Anmerkungen) | Anmerkungen |
| Jahr | Titel Album                                                | UK | US | Anmerkungen |
| ---- | ---------------------------------------------------------- | --- | --- | ----------- |
| 1983 | Sunshine Playroom World Shut Your Mouth                    | UK64 (2 Wo.)UK | — |             |
| 1984 | The Greatness and Perfection of Love World Shut Your Mouth | UK52 (7 Wo.)UK | — |             |
| 1985 | Sunspots Fried                                             | UK76 (3 Wo.)UK | — |             |
| 1986 | World Shut Your Mouth Saint Julian                         | UK19 (8 Wo.)UK | US84 (4 Wo.)US |             |
| 1987 | Trampolene Saint Julian                                    | UK31 (6 Wo.)UK | — |             |
| 1987 | Eve’s Volcano (Covered in Sin) Saint Julian                | UK41 (5 Wo.)UK | — |             |
| 1988 | Charlotte Anne My Nation Underground                       | UK35 (6 Wo.)UK | — |             |
| 1988 | 5 O’Clock World My Nation Underground                      | UK42 (4 Wo.)UK | — |             |
| 1988 | China Doll My Nation Underground                           | UK53 (3 Wo.)UK | — |             |
| 1991 | Beautiful Love Peggy Suicide                               | UK32 (6 Wo.)UK | — |             |
| 1991 | Easy Rider Peggy Suicide                                   | UK51 (3 Wo.)UK | — |             |
| 1991 | Head Peggy Suicide                                         | UK57 (2 Wo.)UK | — |             |
| 1991 | World Shut Your Mouth (1991) Floored Genius                | UK44 (3 Wo.)UK | — |             |
| 1991 | Fear Loves This Place Jehovahkill                          | UK42 (32 Wo.)UK | — |             |
| 1995 | Try Try Try 20 Mothers                                     | UK24 (3 Wo.)UK | — |             |
| 1996 | I Come from Another Planet, Baby Interpreter               | UK34 (2 Wo.)UK | — |             |
| 1996 | Planetary Sit-In Interpreter                               | UK34 (2 Wo.)UK | — |             |

Weitere Singles
- 1985: Competition (als Rabbi Joseph Gordon)
- 1991: Safesurfer
- 1994: Paranormal in the West Country
- 1997: Propheteering
- 2008: Preaching Revolution

### Videoalben
- 1989: Copeulation

## Bibliografie
- 1990: Crazy Diamond: Syd Barrett and the Dawn of „Pink Floyd“
- 1994: Head On
- 1995: KrautRockSampler One Heads Guide To The Grosse Kosmische Musik. Übers. von Clara Drechsler und Ronald Rippchen. Werner Pieper’s MedienXperimente, Löhrbach 1996 (= Der Grüne Zweig 186), ISBN 3-925817-86-7)
- 1998: The Modern Antiquarian
- 1999: Repossesed
- 2004: Megalithic European
- 2007: Japrocksampler